# Arenas (Málaga)
Arenas é um município da Espanha na província de Málaga, comunidade autónoma da Andaluzia, de área 26 km² com população de 1391 habitantes (2004) e densidade populacional de 53,5 hab./km².

## Demografia
| Variação demográfica do município entre 1991 e 2004 | Variação demográfica do município entre 1991 e 2004 | Variação demográfica do município entre 1991 e 2004 | Variação demográfica do município entre 1991 e 2004 |
| --------------------------------------------------- | --------------------------------------------------- | --------------------------------------------------- | --------------------------------------------------- |
| 1991                                                | 1996                                                | 2001                                                | 2004                                                |
| 1265                                                | 1218                                                | 1218                                                | 1202                                                |

Arenas, Málaga
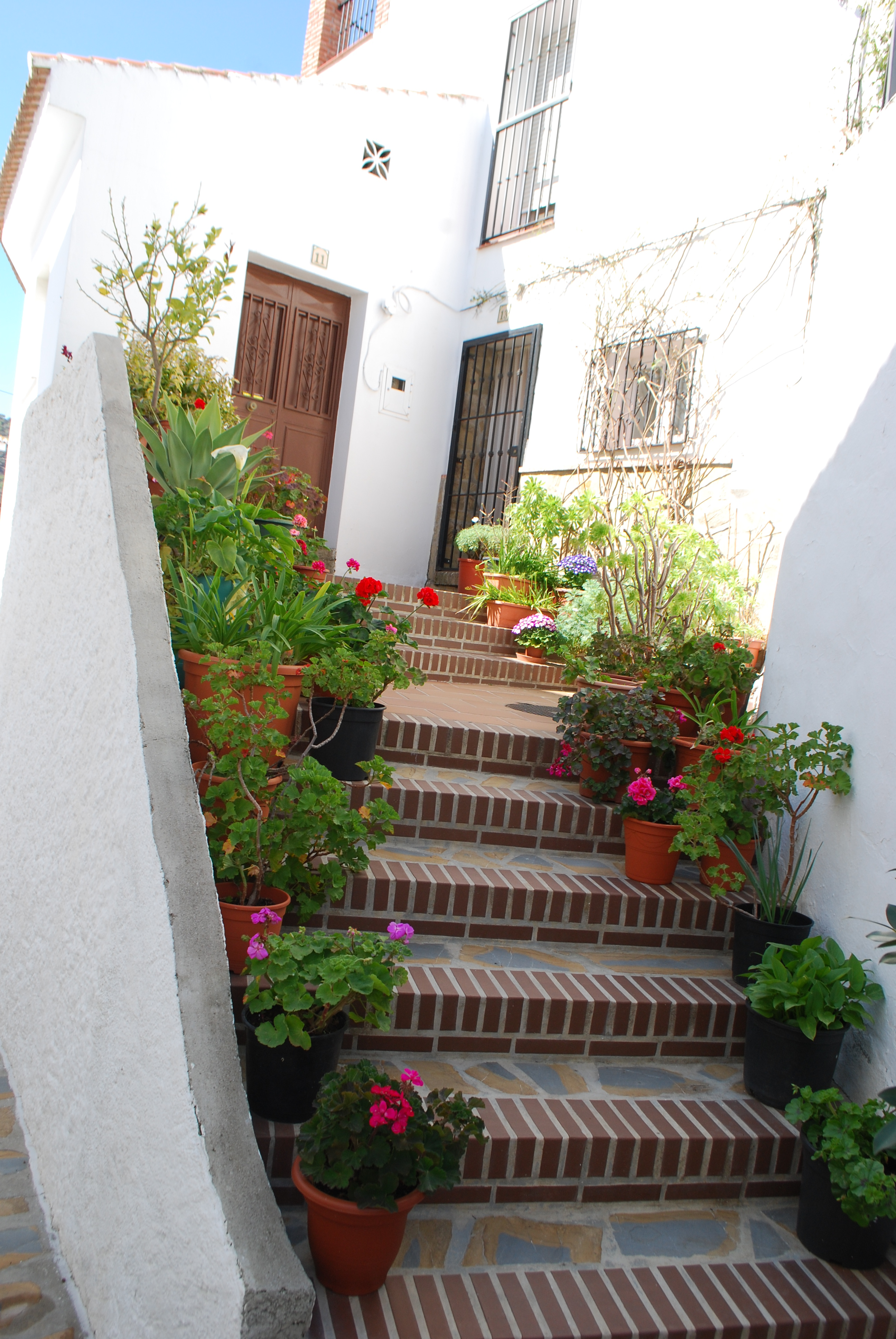
Arenas
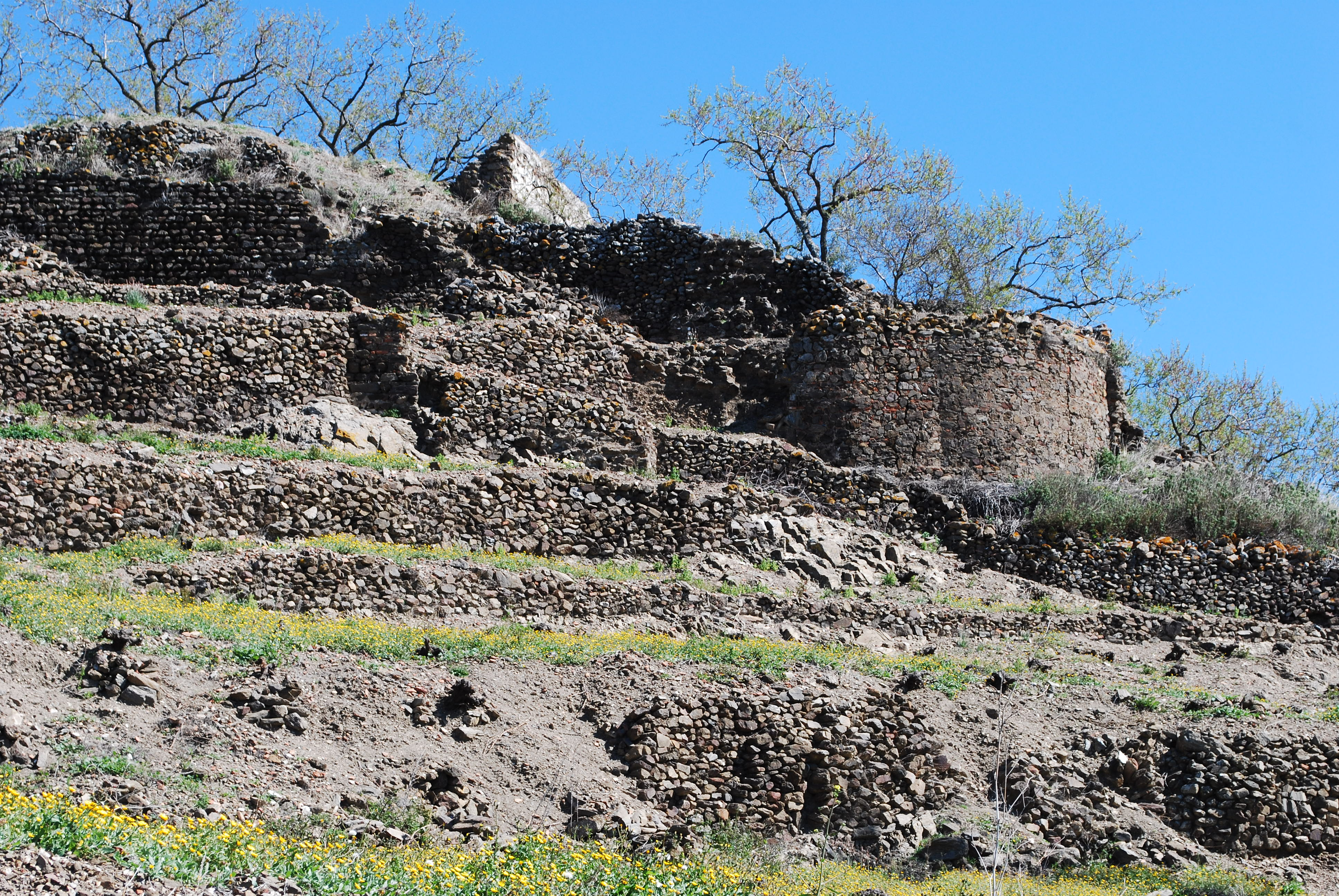
Bentomiz
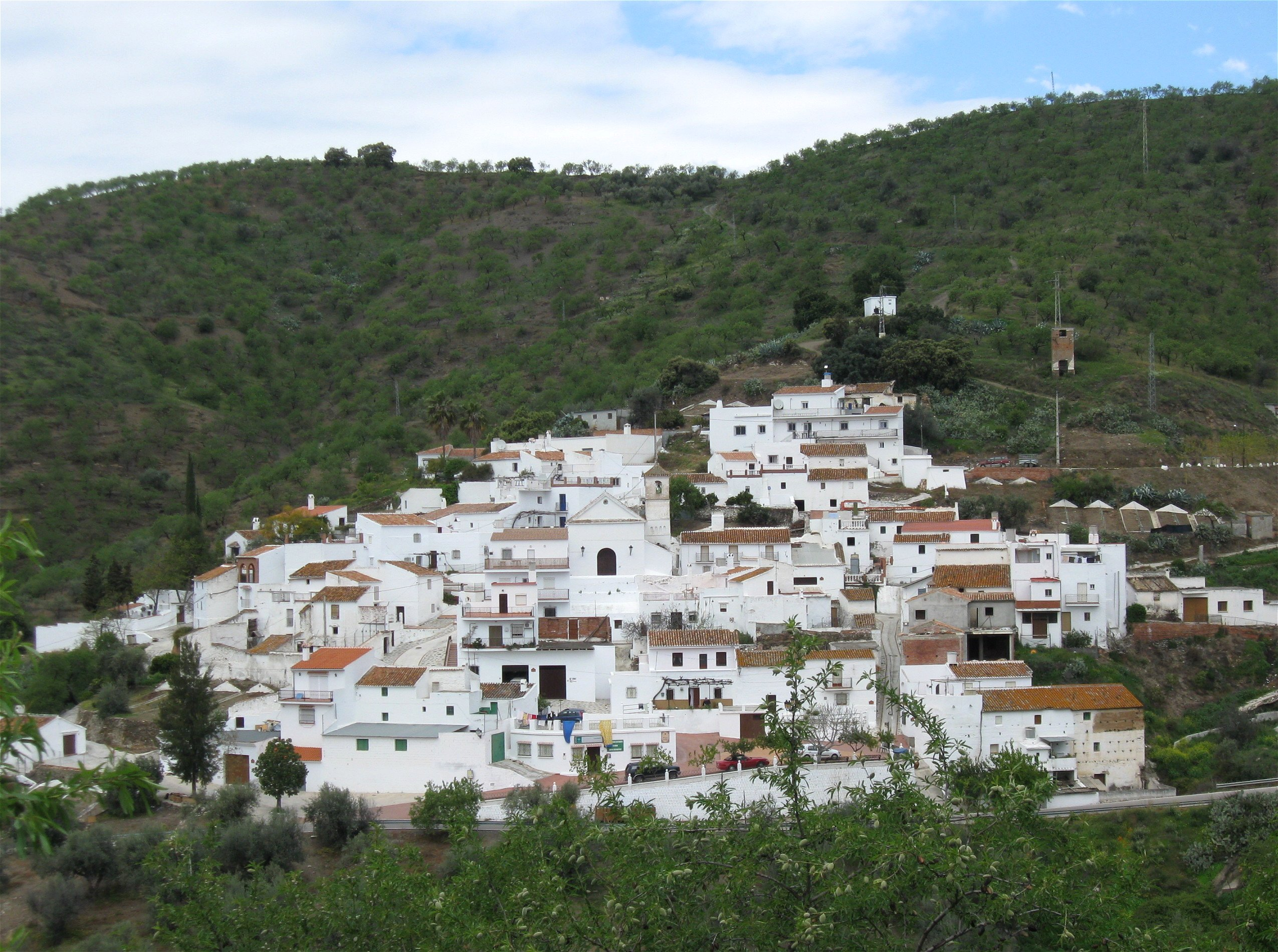
Daimalos